# Loi sur la qualité de l'environnement
La Loi sur la qualité de l'environnement (LQE) est une loi québécoise qui vise la protection de l’environnement. Elle repose sur l’interdiction de polluer l’environnement : « Nul ne peut rejeter un contaminant dans l’environnement ou permettre un tel rejet au-delà de la quantité ou de la concentration déterminée conformément à la présente loi » (art. 20). La LQE affirme également le droit de toute personne « à la qualité de l’environnement, à sa protection et à la sauvegarde des espèces vivantes qui y habitent » (art. 19.1). Elle prévoit néanmoins des mécanismes permettant la réalisation de certains projets, à condition d’obtenir au préalable l’autorisation du ministère de l’Environnement, de la lutte contre les changements climatiques, de la Faune et des Parcs, ministère responsable de son application. Ces autorisations sont encadrées par la LQE et ses règlements, et le type d’encadrement dépend du niveau de risque environnemental associé au projet ou aux activités prévues, soit élevé, modéré, faible ou négligeable.

## Sources et références
1. 1 2  architecture de gestion de l'information législative-legal information management system Irosoft, « - Loi sur la qualité de l’environnement », sur www.legisquebec.gouv.qc.ca (consulté le 10 avril 2024)
2. ↑  « La Loi sur la qualité de l'environnement : faire avancer le Québec de façon responsable au bénéfice de tous », sur www.environnement.gouv.qc.ca (consulté le 10 avril 2024)
3. ↑  sophie.turri, « L’encadrement des projets et des activités par la Loi sur la qualité de l’environnement - CQDE - Ensemble, pour un droit au service de l'environnement », sur CQDE - Ensemble, pour un droit au service de l'environnement - Ensemble, pour un droit au service de l'environnement, 26 février 2021 (consulté le 10 avril 2024)